# Батхуягійн Мунгунтуул
Батхуягійн Мунгунтуул (монг. Батхуягийн Мөнгөнтуул) — монгольська шахістка, міжнародний майстер ФІДЕ, перша у Монголії жіночий гросмейстер.

## Біографія

### Ранні роки та навчання
Народилася 8 жовтня 1987 року в Улан-Баторі. У 2000 році разом із родиною переїхала до російської столиці, де батько отримав роботу. У 2010 році здобула вищу освіту за спеціальністю «Соціальна освіта» та повернулася до Монголії.

### Шахова кар'єра
В шахи почала грати у п'ятирічному віці, навчившись від батька, а у сім років  виграла національний юніорський турнір у віковій категорії до 10-ти років. Потому — неодноразова переможниця та призерка національних чемпіонатів.
Також Мунгунтуул:
- переможниця зонального турніру ФІДЕ країн Східної Азії (Хошимін, В'єтнам), 2009[5];
- переможниця 11-го університетського чемпіонату світу з шахів (Цюрих, Швейцарія), 2010[6];
- срібна призерка жіночої універсіади у Шеньчжені (Китай), 2011[7];
- срібна призерка 13-го університетського чемпіонату світу з шахів у Катовіце (Польща), 2013[8];
- переможниця чемпіонату з шахів серед жінок (Мумбаї, Індія), 2018[9];
- бронзова призерка Континентального чемпіонату Азії з шахів серед жінок (Алмати, Казахстан), 2023[10];
- переможниця міжнародного турніру зі швидких шахів в російському Улан-Уде, 2024[11].